# Ortagoras
Ostagoras (zm. ok. 648 p.n.e.) – był pierwszym z wielu tyranów, którzy władali Sykionem, miastem położonym na południowym wybrzeżu Zatoki Korynckiej.
Ortagoras pochodził prawdopodobnie z rodziny królewskiej, o czym może świadczyć fakt, że zajmował wysokie stanowiska dowódcze w armii. Jednak zgodnie z tradycją miał być synem kucharza. Wyrocznia w Delfach przepowiedziała podobno grupie mężczyzn wśród których znajdował się ojciec Ortagorasa, że ten z nich, któremu pierwszy urodzi się syn, zostanie władcą Sykionu. Pierwszy urodził się Ortagoras. Jednak to nie jego ojciec, ale właśnie on przejął władzę tyrańską nad Sykionem około roku 655 lub 675 p.n.e. O jego rządach zachowało się dobre wspomnienie. Podobno cechowało je respektowanie zasad prawa i kierowanie się dobrem obywateli.